# Welcome Home
Welcome Home é o álbum de estreia do cantor estadunidense Brian Littrell. O seu lançamento ocorreu em formato digital em 1 de maio de 2006 e em formato físico em 2 de maio, através da Sony BMG e pela gravadora cristã Reunion Records. O álbum contém seis faixas co-compostas por Littrell e produziu os singles "Welcome Home (You)", "Wish" e "Over My Head". Em termos comerciais, Welcome Back atingiu a posição de número 74 pela parada estadunidense Billboard 200, além de figurar no top 3  da Billboard Christian Albums.

## Antecedentes e produção
Littrell é cristão desde os oito anos de idade e durante muito tempo, almejou gravar música cristã - o que ele chama de música "pop positiva", além de acreditar que fazer música para a igreja, tem sido o seu "chamado". Para a produção de seu primeiro álbum solo, ele decidiu ir musicalmente na contra mão dos lançamentos de seu grupo Backstreet Boys e combinar influências da música gospel cristã, dos tipos inspiradora e tradicional. Em 2 de fevereiro de 2005, Littrell lançou o single "In Christ Alone", que dois meses depois, integrou a coletânea de música cristã WOW #1s (2005) pela Reunion Records. Este lançamento rendeu a ele em 2006, o prêmio de Canção Inspiradora do Ano no GMA Dove Awards.
O álbum solo de Littrell intitulado de Welcome Home, foi produzido a fim de que ele mostrasse sua visão de mundo pessoal e ter canções que representassem quem ele é e o que acredita. Sobre a recepção de Welcome Home, Littrell afirmou: "... Espero que este álbum seja uma chance de dar algo em troca. Mais importante ainda, espero poder fazer algo que abra portas e beneficie vidas”. Para Stephen T. Erlewine do Allmusic, o álbum não se distancia da maioria dos álbuns cristãos modernos com produção do pop popular, tornando-o uma transição fácil para Littrell, onde "Welcome Home ficaria igualmente à vontade tanto no rádio adulto contemporâneo como no cristão contemporâneo, já que suas superfícies uniformes e elegantes descem facilmente".

## Singles
Antecedendo o lançamento de Welcome Back, o primeiro single do álbum de nome "Welcome Home (You)" foi lançado, o mesmo atingiu pico de número dois pela parada Billboard Christian Adult Contemporary e de número quatro pela Billboard Christian Songs. Posteriormente, "Wish" foi lançado, sendo seguido por "Over My Head" em 2007, como o terceiro e último single retirado de Welcome Back, que posicionou-se em número dezesseis pela Billboard Christian Adult Contemporary e vinte pela Billboard Christian Songs.

## Lista de faixas
| Welcome Home - edição padrão |                        |                                                    |                          |         |  |
| N.º                          | Título                 | Compositor(es)                                     | Produtor(es)             | Duração |  |
| 1.                           | "My Answer Is You"     | Brian Littrell Guy Zabka Sue Smith Tony Wood       | Dan Muckala              | 3:32    |  |
| 2.                           | "Wish"                 | Jason McArthur Joy Williams Rob Graves             | Billy Mann               | 3:56    |  |
| 3.                           | "Welcome Home (You)"   | Littrell Muckala                                   | Muckala                  | 3:05    |  |
| 4.                           | "You Keep Givin' Me"   | Brett Laurence                                     | David Thomas Mark Kibble | 5:36    |  |
| 5.                           | "Gone Without Goodbye" | Mann                                               | Mann                     | 4:07    |  |
| 6.                           | "I'm Alive"            | Barry Weeks Ian Eskelin Tony Wood                  | Muckala                  | 3:19    |  |
| 7.                           | "Over My Head"         | Littrell Brian White Don Poythress Michael Puryear | Muckala                  | 4:03    |  |
| 8.                           | "We Lift You Up"       | Littrell                                           | Thomas Kibble            | 3:24    |  |
| 9.                           | "Grace of My Life"     | Littrell Mark Harris Wood                          | Muckala                  | 3:34    |  |
| 10.                          | "Angels and Heroes"    | Rasmus Bähncke Mann Michael Severson René Tromberg | Mann                     | 3:44    |  |
| 11.                          | "Jesus Loves You"      | Littrell Thomas Kibble                             | Thomas Kibble            | 2:31    |  |
| Duração total:               | Duração total:         | Duração total:                                     | Duração total:           | 40:49   |  |

| Welcome Home - faixa bônus da edição japonesa |                   |                      |              |         |  |
| N.º                                           | Título            | Compositor(es)       | Produtor(es) | Duração |  |
| 12.                                           | "In Christ Alone" | Don Koch Shawn Craig | Muckala      | 3:31    |  |

## Desempenho nas tabelas musicais

### Posições semanais
| Tabela musical (2006)                       | Melhor posição |
| ------------------------------------------- | -------------- |
| Estados Unidos - Billboard 200              | 74             |
| Estados Unidos - Billboard Christian Albums | 3              |
| Japão - Oricon Albums Chart                 | 19             |

## Histórico de lançamento
| Região         | Data               | Formato          | Gravadora                | Ref.   |
| -------------- | ------------------ | ---------------- | ------------------------ | ------ |
| Mundo          | 1 de maio de 2006  | Download digital | Reunion Records          | [ 10 ] |
| Estados Unidos | 2 de maio de 2006  | CD               | Sony BMG Reunion Records | [ 15 ] |
| Japão          | 7 de junho de 2006 | CD               | BMG Japan                | [ 16 ] |